# Herrarnas C-2 500 meter i kanotsport vid olympiska sommarspelen 1976
Herrarnas C-2 500 meter vid olympiska sommarspelen 1976 hölls på Île Notre-Dame i Montréal. 

## Medaljörer
| Gren          | Guld                                               | Silver                              | Brons                          |
| C-2 500 meter | Sovjetunionen Serhei Petrenko Aleksandr Vinogradov | Polen Andrzej Gronowicz Jerzy Opara | Ungern Tamás Buday Oszkár Frey |

## Resultat

### Heat
| Heat 1 |                                                 |         |    |
| 1.     | Tamás Buday och Oszkár Frey (HUN)               | 1:56.44 | QS |
| 2.     | Gheorghe Danielov och Gheorghe Simionov (ROU)   | 1:57.27 | QS |
| 3.     | Gregory Smith och John Wood (CAN)               | 1:57.81 | QS |
| 4.     | Bernd Lindelöf och Eric Zeidlitz (SWE)          | 1:58.86 | QR |
| 5.     | Roland Muhlen och Andreas Weigand (USA)         | 2:00.99 | QR |
| 6.     | Gérald Delacroix och Jean-François Millot (FRA) | 2:02.78 | QR |
| 7.     | Roberto Altamirano och Juan Martínez (MEX)      | 2:08.15 | QR |
| 8.     | Mitsuhide Hata och Atsunobu Ogata (JPN)         | 2:09.32 | QR |
| Heat 2 |                                                 |         |    |
| 1.     | Serhei Petrenko och Aleksandr Vinogradov (URS)  | 1:58.22 | QS |
| 2.     | Ivan Burchin och Krasimir Khristov (BUL)        | 1:58.84 | QS |
| 3.     | Jerzy Opara och Andrezj Gronowicz (POL)         | 1:58.90 | QS |
| 4.     | Detlef Bothe och Hans-Jürgen Tode (GDR)         | 1:59.39 | QR |
| 5.     | Hermann Glaser och Heinz Lucke (FRG)            | 2:07.63 | QR |
| 6.     | Jiří Čtvrtečka och Tomáš Šach (TCH)             | 2:09.37 | QR |
| 7.     | Tiziano Annoni och Ilario Passerini (ITA)       | 2:10.73 | QR |

### Återkval
| Återkval 1 |                                                 |         |    |
| 1.         | Hermann Glaser och Heinz Lucke (FRG)            | 1:53.76 | QS |
| 2.         | Gérald Delacroix och Jean-François Millet (FRA) | 1:53.81 | QS |
| 3.         | Bernd Lindelöf och Eric Zeidlitz (SWE)          | 1:53.94 | QS |
| 4.         | Tiziano Annoni och Ilario Passerini (ITA)       | 1:56.36 |    |
| -          | Mitsuhide Hata och Atsunobu Ogata (JPN)         | DISQ    |    |
| Återkval 2 |                                                 |         |    |
| 1.         | Jiří Čtvrtečka och Tomáš Šach (TCH)             | 1:56.02 | QS |
| 2.         | Detlef Bothe och Hans-Jürgen Tode (GDR)         | 1:57.07 | QS |
| 3.         | Roland Muhlen och Andreas Weigand (USA)         | 1:57.58 | QS |
| 4.         | Roberto Altamirano och Juan Martínez (MEX)      | 2:00.52 |    |

### Semifinaler
| Semifinal 1 |                                                 |         |    |
| 1.          | Jerzy Opara och Andrezj Gronowicz (POL)         | 1:49.04 | QF |
| 2.          | Tamás Buday och Oszkár Frey (HUN)               | 1:49.60 | QF |
| 3.          | Jiří Čtvrtečka och Tomáš Šach (TCH)             | 1:51.83 | QF |
| 4.          | Bernd Lindelöf och Eric Zeidlitz (SWE)          | 1:55.69 |    |
| Semifinal 2 |                                                 |         |    |
| 1.          | Serhei Petrenko och Aleksandr Vinogradov (URS)  | 1:49.29 | QF |
| 2.          | Gregory Smith och John Wood (CAN)               | 1:50.66 | QF |
| 3.          | Gérald Delacroix och Jean-François Millot (FRA) | 1:50.81 | QF |
| 4.          | Detlef Bothe och Hans-Jürgen Tode (GDR)         | 1:53.85 |    |
| Semifinal 3 |                                                 |         |    |
| 1.          | Gheorghe Danielov och Gheorghe Simionov (ROU)   | 1:50.56 | QF |
| 2.          | Ivan Burchin och Krasimir Khristov (BUL)        | 1:51.63 | QF |
| 3.          | Hermann Glaser och Heinz Lucke (FRG)            | 1:51.89 | QF |
| 4.          | Roland Muhlen och Andreas Weigand (USA)         | 1:52.33 |    |

### Final
|    | Serhei Petrenko och Aleksandr Vinogradov (URS)  | 1:45.81 |
|    | Jerzy Opara och Andrezj Gronowicz (POL)         | 1:47.77 |
|    | Tamás Buday och Oszkár Frey (HUN)               | 1:48.35 |
| 4. | Gheorghe Danielov och Gheorghe Simionov (ROU)   | 1:48.64 |
| 5. | Gérald Delacroix och Jean-François Millot (FRA) | 1:49.74 |
| 6. | Ivan Burchin och Krasimir Khristov (BUL)        | 1:50.43 |
| 7. | Gregory Smith och John Wood (CAN)               | 1:50.74 |
| 8. | Jiří Čtvrtečka och Tomáš Šach (TCH)             | 1:50.85 |
| 9. | Hermann Glaser och Heinz Lucke (FRG)            | 1:51.26 |